# 헤일로 5: 가디언즈
《헤일로 5: 가디언즈》(Halo 5: Guardians)는 343 인더스트리가 개발하고 마이크로소프트 스튜디오가 배급한 1인칭 슈팅 게임 비디오 게임의 하나로, 엑스박스 원 가정용 게임기용이다. 헤일로 시리즈 중 리메이크와 재출시를 제외하고 10번째 게임이자 5번째 메인 게임이며 2015년 10월 27일 전 세계에 출시되었다.
343 인더스트리는 전작 헤일로 4의 출시 직후 헤일로 5의 개념과 목표를 공식화하기 시작했다. 2012년 말에 이 팀은 게임의 목적을 설정하였으며 여기에는 더 큰 군사작전, 멀티플레이어 영역을 포함한다. 헤일로 4처럼 캐릭터 애니메이션에 모션 캡처를 사용한다. 새로운 능력과 캐릭터 디자인을 갖추고 있으나 로컬 네트워크나 오프라인 기능을 제공하지는 않는다. 프레임 레이트를 초당 60프레임으로 유지하기 위해 해상도를 동적으로 변경하는 게임 엔진을 갖추고 있다.

## 개발

### 오디오
| #   | 제목                    | 재생 시간 |
| --- | ----------------------- | --------- |
| 1.  | 〈Halo Canticles〉      | 4:13      |
| 2.  | 〈Light Is Green〉      | 3:28      |
| 3.  | 〈Kamchatka〉           | 3:59      |
| 4.  | 〈Return to the Fold〉  | 2:03      |
| 5.  | 〈Rock and Ice〉        | 1:28      |
| 6.  | 〈Argent Moon〉         | 2:24      |
| 7.  | 〈Scavengers〉          | 3:34      |
| 8.  | 〈In Absentia〉         | 1:33      |
| 9.  | 〈Meridean Crossing〉   | 4:08      |
| 10. | 〈Unearthed〉           | 3:54      |
| 11. | 〈Unconfirmed Reports〉 | 2:09      |
| 12. | 〈Keeper Of Secrets〉   | 1:15      |
| 13. | 〈Cavalier〉            | 2:56      |
| 14. | 〈Crossed Paths〉       | 2:22      |
| 15. | 〈Untethered〉          | 3:46      |
| 16. | 〈Skeleton Crew〉       | 1:02      |
| 17. | 〈Siren Song〉          | 1:20      |
| 18. | 〈Enemy of my Enemy〉   | 1:41      |
| 19. | 〈Honor's Song〉        | 2:10      |
| 20. | 〈Warrior World〉       | 4:44      |
| 21. | 〈Covenant Prayers〉    | 3:43      |
| 22. | 〈Cloud Chariot〉       | 2:32      |
| 23. | 〈Sentry Battle〉       | 4:26      |
| 24. | 〈Worldquake〉          | 2:50      |

| #   | 제목                    | 재생 시간 |
| --- | ----------------------- | --------- |
| 1.  | 〈Advent〉              | 3:10      |
| 2.  | 〈Walk Softly〉         | 3:38      |
| 3.  | 〈Genesis〉             | 4:12      |
| 4.  | 〈Dominion〉            | 3:58      |
| 5.  | 〈The Trials〉          | 4:13      |
| 6.  | 〈Sentinel Song〉       | 1:54      |
| 7.  | 〈Crypt〉               | 4:40      |
| 8.  | 〈End Game〉            | 2:08      |
| 9.  | 〈Reunion〉             | 0:39      |
| 10. | 〈Blue Team〉           | 4:37      |
| 11. | 〈Jameson Locke〉       | 4:26      |
| 12. | 〈Osiris Suite, Act 1〉 | 6:40      |
| 13. | 〈Osiris Suite, Act 2〉 | 5:58      |
| 14. | 〈Osiris Suite, Act 3〉 | 6:21      |
| 15. | 〈Osiris Suite, Act 4〉 | 8:34      |

## 반응
헤일로 5: 가디언즈는 101개의 리뷰를 통해 메타크리틱에서 100점 중 84점을 받음으로써 대체적으로 호의적인 평을 받았으며 게임랭크스의 경우 64개의 리뷰를 근간하여 84.21%의 점수를 받았다.